# 정복자 1453
《정복자 1453》(튀르키예어: Fetih 1453)는 2012년 공개된 터키의 영화이다.

## 출연

### 주연
- 데브림 에빈
- 이브라힘 셀릭콜

### 조연
- 디렉 서베스트
- 센기즈 코스쿤

## 같이 보기
- 콘스탄티노폴리스의 함락